# Brigitte Lefèvre
Brigitte Lefèvre (Parigi, 15 novembre 1944) è una direttrice artistica, coreografa ed ex ballerina francese.

## Biografia
Brigitte Lefèvre ha studiato danza alla scuola del balletto dell'Opéra di Parigi e si è unita al corpo di ballo della compagnia nel 1961, all'età di sedici anni. Durante la sua breve carriera da ballerina, Lefèvre ha danzato sia nel repertorio classico che quello più moderno dei coreografi George Balanchine, Roland Petit, Maurice Béjart e Gene Kelly. 
Nel 1970 ha esordito in veste di coreografa al Festival d'Avignone con Mikrokosmos, su una partitura di Bela Bartok. Due anni dopo ha lasciato l'Opéra di Parigi per fondare una propria compagnia a La Rochelle, il Théâtre du Silence. Dopo tredici anni con la compagnia è stata nominata ispettrice principale della danza dal Ministero della cultura francese e nel 1992 è tornata all'Opéra Garnier come amministratrice generale e poi direttrice associata nel 1994. Nel 1995 è stata nominata direttrice del balletto e ha mantenuto la carica per diciannove anni fino all'ottobre del 2014, quando Benjamin Millepied le è subentrato come direttore artistico.
Inoltre, Lefèvre è la vicepresidente del Conservatoire national supérieur de musique et de danse de Paris e, dal 1998, è tra gli amministratori di Radio France. Dal 2013 è la presidentessa dell'Orchestre de Chambre de Paris. Nel 2014 ha vinto il Prix Benois de la Danse alla carriera.